# Roberto Ivens (Schiff)
Die NRP Roberto Ivens war ein 1906 gebauter Trawler, der zunächst in der britischen und portugiesischen Fischerei fuhr. Ab 1916 nutzte die portugiesische Marine ihn als Minensuchboot, 1917 sank er auf einer von UC 54 gelegten Mine – der erste der beiden Verluste der Marine im Ersten Weltkrieg.

## Bau und technische Daten
Das Schiff wurde von der Pickering & Haldane's Steam Trawling Company aus Hull am 4. April 1906 beauftragt und anschließend bei Cochrane & Sons Ltd. in Selby unter der Baunummer 377 auf Kiel gelegt. Der Stapellauf erfolgte am 4. September 1906, die Fertigstellung im Oktober des Jahres. Seine Länge betrug 42,72 Meter, er war 6,80 Meter breit und wies einen Tiefgang von 3,63 Metern auf. Er war mit 281 BRT bzw. 108 NRT vermessen. Der Antrieb bestand aus einer Dreizylinder-Dreifach-Expansionsmaschine von Amos & Smith aus Hull, die 520 PS erzielte und auf eine Schraube wirkte. Damit erreichte der Trawler eine Geschwindigkeit von 9,5, nach anderen Angaben von 11,0 Knoten. Die Besatzung bestand aus 16 Mann.
Mit dem Umbau zum Minensuchboot für die Marine 1916 wurden zusätzliche Mannschaftsunterkünfte, Waffen und eine Minensuchausrüstung installiert. Dabei erhielt das Schiff ein 47-mm-Hotchkiss-Geschütz am Bug. Die Besatzung bestand nun aus 24 Mann.

## Geschichte

### FischdampferLord NunburnholmeundLordello
Mit dem Abschluss der Seeerprobung übernahm die Pickering & Haldane's Steam Trawling Company den Trawler am 27. Oktober 1906 von der Werft. Bei der Registrierung in Hull wurde eine Tochterfirma, die Yorkshire Steam Fishing Company, als Eigner eingetragen. Dieses Unternehmen zählte damals zu den zahlreichen Fischereiunternehmen in Hull und weitete seine Fanggebiete sukzessive auf den gesamten Nordatlantik aus. 1914 veräußerte sie den Trawler nach Portugal.
Käufer des Schiffes war die Sociedade de Pescarias a Vapor aus Porto. Sie gab dem Trawler den Namen Lordello (auch in der Schreibweise Lordelo) nach der ehemaligen Freguesia Lordelo do Ouro von Porto. Neuer Heimathafen wurde Porto, den Haupteinsatzbereich bildete wahrscheinlich der Fang von Sardinen. Da sich dieses Unternehmen mehrheitlich im Besitz der deutschstämmigen Familie Puls befand, griffen die portugiesischen Behörden nach dem Kriegseintritt des Landes zuerst auf den Bestand dieser Firma zu und requirierten die Lordello und den zweiten Trawler des Unternehmens, die Azevedo Gomes.

### MarinetrawlerRoberto Ivens
Nach dem Kriegseintritt Portugals auf Seiten der Alliierten am 9. März 1916 war der Trawler eines der elf für den Marinedienst angeforderten Fischereifahrzeuge. Er wurde am 19. April 1916 von der Marine requiriert, bewaffnet und nach dem Offizier und Afrikaforscher Roberto Ivens (1850–1898) benannt. Wie die meisten dieser Trawler wurde er als Minensuchboot klassifiziert und eingesetzt. Hauptaufgabe des Bootes war es, zusammen mit den ebenfalls als Minensuchern eingesetzten Trawlern Azevedo Gomes und Hermengildo Capelo, den Seeweg zum Hafen von Lissabon von Minen freizuhalten. Dort hatten deutsche U-Boote wiederholt Minen gelegt.
Auf einer Räumfahrt am 26. Juli 1917 lief die Roberto Ivens in das Gebiet zwischen Cabo da Roca und Cabo Espichel, von dem die portugiesische Marine wusste, dass deutsche U-Boote dort wiederholt Minen gelegt hatten. Dabei lief der Trawler auf eine der sechs Minen, die UC 54 wenige Tage zuvor am 14. Juli gelegt hatte. Das Schiff zerbrach durch die Explosion in zwei Teile, die in wenigen Minuten sanken. 15 Besatzungsmitglieder starben, sieben Überlebende wurden vom begleitenden Schlepper Berrio geborgen (38° 35′ N, 9° 20′ W).
Nach dem Ersten Weltkrieg benannte die portugiesische Marine ein Schiff nach dem getöteten Kommandanten des Minensuchbootes. Ab 1922 trug der als deutsche Reparation abgelieferte Minensucher FM-19 des Typs Flachgehendes Minensuchboot den Namen NRP Raúl Cascais.